# Highland Park Village
Highland Park Village est un gigantesque centre commercial situé à Highland Park, dans l'agglomération de Dallas, au Texas (États-Unis). Il est le deuxième plus ancien centre commercial des États-Unis derrière celui de Country Club Plaza (en) construit en 1922 à Kansas City (Missouri). Il a ouvert ses portes en 1931. Il fut conçu par les architectes Marion Fresenius Fooshee (en) et James B. Cheek (en).
Le centre commercial se trouve à 6 km au nord-ouest du centre de Dallas.